# Niko Gjivanović
Don (dum) Niko Gjivanović (Dubrovnik, 21. studenoga 1876.), hrvatski zavičajni povjesničar i novinar, gradski župnik, počasni kanonik dubrovačkog Stolnog kaptola i zaljubljenik u dubrovačku povijest i kulturolog. Pisao za dubrovačku Hrvatsku, Narodnu svijest, Pravu Crvenu Hrvatsku, reviju Dubrovnik.
Bavio se pjesnikom Gjivom Fr. Gundulićem, poviješću dubrovačke biskupije i dr., a pisao je i neformalne priloge poput "nekrologa" jednog dubrovačkoj kavani. Rad o moćniku stolne crkve nalazi se u zborniku Stari i novi Dubrovnik iz 1928.
Otkrio je kad je uvedeno štovanje Presvetoga Srca Isusova u Dubrovnik i podatke o tome objavio je početkom 20. stoljeća.
Zabilježio je među mnogim vrijednim činjenicama iz dubrovačke crkvene povijesti i da su pokraj crkve Od Sigurate od davnina bile i o njoj vodile brigu dumne zvane trećoredkinje sv. Franje.
Dubrovački biskup Josip Marija Carević želio je trajno obilježiti 1900. jubilej Kristove smrti i njegove muke za spas čovječanstva, pa je 1933. pokrenuo akciju postavljanja spomen-križa na Srđu u spomen na tu obljetnicu. Kanonik don NIko Gjivanović bio je ispred Popovskog zbora, koji je zajedno s građevinskim tehničarom Ugom Vernazzom i uredom građevinskog inženjera Silvija Sponze (teh. direktorom hvarskog kamenoloma IMARa) izradili su oblikovno rješenje za taj kameni spomen-križ. U pothvat se uključio konzervator Kosta Strajnić koji je tražio mišljenje uglednog slovenskog arhitekta Josipa Plečnika, a nacrte je napravio po njegovom naputku arhitekt Vinko Glanz iz Kotora. Popovski zbor je prihvatio, što se vidi po Gjivanovićevom potpisu.
Objavio više od 200 članaka. Osim dubrovačke povijesti, pisao o tiskarstvu, književnosti i glazbi. Uređivao List Dubrovačke biskupije. Član više društava. Sudionik otkapanja crkve sv. Stjepana i lociranja Gundulićeva groba u crkvi Male braće u Dubrovniku.
S bratom Antunom Gjivanovićem (zborovođom) i skladateljem Franom Ledererom osnovao je 1926. Crkveni pjevački zbor pri Stolnoj crkvi u Dubrovniku. Zbor se proslavio 1930-ih kad su o njemu izvješćivala cecilijanska glasila diljem Europe. Zboru su jugokomunističke vlasti zabranile javni rad 17. veljače 1947. godine.